# Дессуар, Фердинанд
Фердинанд Огюст Дессуар настоящее имя Антон Август Фердинанд Дессауэр (нем. Ferdinand Dessoir; 29 января 1836, Бреслау. Силезия — 15 апреля 1892, Дрезден) — немецкий актёр.

## Биография
Родился в семье актёра Людвига Дессуара и его первой жены Терезы Дессуар (урожденной Рейманн) (1810—1866).
Ф. Дессуар обучался театральному искусству в Мангейме, стажировался в Национальном театре этого города
Дебютировал на театральной сцене Фрайбурга в 1852 году. В следующем году отправился в Майнц, где выступал до 1855 года, позже переехал в Гейдельберг. В 1856 году — актёр Венского театра, в 1857 году — играл в Штеттине, Кассельском гостеатре, в 1861—1863 годах — в Немецком театре в Риге, затем в Лейпциге, в 1863—1864 — Бремене и Немецком национальном театре в Веймаре. С 1864 по 1867 год выступал в Хофтеатре в Берлине, затем вернулся в Веймар в 1868 году. Затем он отправился в Бреслау (1868—1869). Следующие семь лет — актёр Хофттеатра в Дрездене; с 1877 по 1878 год — Thalia theater в Гамбурге; с 1878 по 1879 год в Residenz-Theater в Дрездене; а в 1880 году играл в Праге.

## Избранные театральные роли
- Принц — «Деревня и город» (Шарлотта Бирх-Пфейфер)
- Вансен — «Эгмонт» (Иоганн Вольфганг фон Гёте)
- Мефистофель — Фауст (Иоганн Вольфганг фон Гёте)
- Яго — «Отелло» (Шекспир)
- Карлос — «Дон Карлос» (Фридрих Шиллер)
- Шейлок — «Венецианский купец» (Шекспир)
- Арган — «Мнимый больной» (Мольер)
- Фальстаф — «Виндзорские насмешницы» (Шекспир)